# Superformel

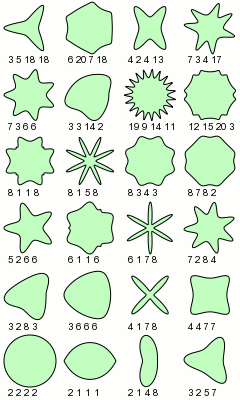
Verschiedene mit der Superformel erzeugten Kurven – a=b=1; die Werte unter den Kurven geben m, n_{1}, n_{2} und n_{3} an

Die Superformel ist eine geometrische Figur (Kurve), die 1997 von dem belgischen Wissenschaftler Johan Gielis veröffentlicht wurde. Es handelt sich um eine Verallgemeinerung der Laméschen Kurve.
Mittels der Superformel ist es möglich, Umrisse unterschiedlicher Symmetrie (siehe Bild rechts) einheitlich mit wenigen Parametern zu beschreiben. In Polarkoordinaten {\displaystyle r} und {\displaystyle \varphi } lautet die Formel:
{\displaystyle {\frac {1}{r}}={\sqrt[{n_{1}}]{\,\left|{\frac {1}{a}}\cos \left({\frac {m}{4}}\varphi \right)\right|^{n_{2}}+\left|{\frac {1}{b}}\sin \left({\frac {m}{4}}\varphi \right)\right|^{n_{3}}}}}
{\displaystyle r}: Abstand vom Mittelpunkt

{\displaystyle \varphi }: Winkel zur x-Achse

{\displaystyle m}: Symmetrie

{\displaystyle n_{1}}, {\displaystyle n_{2}}, {\displaystyle n_{3}}: Form

{\displaystyle a}, {\displaystyle b}: Ausdehnung (Halbachsen)

Die Bezeichnung „Superformel“ verweist auf den Zusammenhang mit der Superellipse des dänischen Wissenschaftlers, Erfinders und Literaten Piet Hein (1905–1996).